# Acinodendron
Acinodendron är ett släkte av tvåhjärtbladiga växter. Acinodendron ingår i familjen Melastomataceae.
Kladogram enligt Catalogue of Life:
| Acinodendron | \| \| Acinodendron aurea \| \| \| \| \| \| Acinodendron cymosa \| \| \| \| \| \| Acinodendron laxiflora \| \| \| \| |
|              | \| \| Acinodendron aurea \| \| \| \| \| \| Acinodendron cymosa \| \| \| \| \| \| Acinodendron laxiflora \| \| \| \| |
|              | Acinodendron aurea                                                                                                  |
|              | |
|              | Acinodendron cymosa                                                                                                 |
|              | |
|              | Acinodendron laxiflora                                                                                              |
|              | |